# Frank Pando
Francisco Javier "Frank" Pando (ur. 18 listopada 1971 w Valparaíso) – chilijski aktor, scenarzysta i producent telewizyjny i filmowy.
Urodził się w Valparaíso w Chile jako syn Francisco Pando i Marty Gómez. Kiedy jego rodzina przeniosła się do Stanów Zjednoczonych, rozpoczął karierę aktorską. Na szklanym ekranie zagrał postać agenta Franka Grasso w serialu Rodzina Soprano (The Sopranos) jako agent Frank Grasso. W 2005 wystąpił na broadwayowskiej scenie Studio 54 w sztuce Tramwaj zwany pożądaniem autorstwa Tennessee Williamsa. Użyczył głosu miejscowemu kowbojowi w grze komputerowej Red Dead Redemption (2010). Brał również udział w innych programach telewizyjnych, a wraz z kolegą aktorem Armando Riesco i jego żoną Shirley Rumierk współpracował nad projektem "Rumando Pando" zrealizowanym na kanale YouTube.

## Filmografia
- 2001: Brygada ratunkowa jako strażak
- 2002: Prawo i porządek (Law & Order) jako Chris, klient prokuratora
- 2002: Rodzina Soprano (The Sopranos) jako agent Frank Grasso
- 2002–2009: Prawo i porządek: Zbrodniczy zamiar (Law & Order: Criminal Intent) jako Max
- 2003: Prawo i porządek (Law & Order) jako Silvio Mangiafico–Bailout
- 2004: Rodzina Soprano (The Sopranos) jako agent Frank Grasso
- 2006: American Experience (serial dokumentalny) jako Vicente Perez Rosales
- 2006: Live Free or Die jako ciężarowiec
- 2006–2007: Rodzina Soprano (The Sopranos) jako agent FBI Frank Grasso
- 2007: Spotkanie (The Visitor ) jako policjant
- 2007: Prawo i porządek: sekcja specjalna (Law & Order: Special Victims Unit) jako Jesse Bleyer
- 2010: Siostra Jackie (Nurse Jackie) jako Miguel, Caregiver
- 2011: Układy (Damages) jako John Rosetti
- 2011: Znudzony na śmierć jako policjant na karuzeli
- 2012: Człowiek na krawędzi (Man on a Ledge) jako kamerzysta
- 2014: Czarna lista (The Blacklist) jako George Wilkinson
- 2014: Zaprzysiężeni (Blue Bloods) jako detektyw Puentes
- 2015: Blindspot: Mapa zbrodni jako sierżant Vasquez
- 2016: Limitless jako detektyw Hernandez
- 2016: Zakładnik z Wall Street (Money Monster) jako facet na ulicy